# Ceroxylon
Ceroxylon Bonpl., 1804 (dal greco kèròs=cera e xγlon=legno) è un genere di piante della famiglia delle Arecacee, comprendente una dozzina di specie, alte ed a tronco annulato, che crescono spontanee in America meridionale, sulle Ande. Molte delle specie del genere sono note sotto il nome vernacolo di "palme andine della cera".
Una delle specie (Ceroxylon quindiuense), che è la più alta palma vivente conosciuta, è l'albero nazionale della Colombia.

## Tassonomia
Il genere comprende 12 specie, di cui una (C. sasaimae), è classificata dalla IUCN Red List come specie a rischio critico di estinzione (Critically Endangered).
- Ceroxylon alpinum Bonpl. ex DC.
- Ceroxylon amazonicum Galeano
- Ceroxylon ceriferum (H. Karst) Pittier
- Ceroxylon echinulatum Galeano
- Ceroxylon parvifrons (Engel) H.Wendl.
- Ceroxylon parvum Galeano
- Ceroxylon peruvianum Galeano, Sanín & K.Mejia
- Ceroxylon pityrophyllum (Mart.) Mart. ex H.Wendl.
- Ceroxylon quindiuense (H.Karst.) H.Wendl.
- Ceroxylon sasaimae Galeano
- Ceroxylon ventricosum Burret
- Ceroxylon vogelianum (Engel) H.Wendl.